# 인제 이씨
인제 이씨(麟蹄李氏)는 강원특별자치도 인제군을 본관으로 하는 한국의 성씨이다. 시조는 고려에서 문하평장사를 지낸 이원철(李原哲)이다.

## 참고 자료
- “인제이씨(麟蹄李氏)”. 뿌리를 찾아서.[깨진 링크(과거 내용 찾기)]